# Герб Воскресенска
Герб городского поселения Воскресе́нск — опознавательно-правовой знак, составленный и употребляемый в соответствии с правилами геральдики, служащий символом городского поселения Воскресенск. 
Герб утвержден решением Совета депутатов городского поселения Воскресенск (№ 140/25) от 24 октября 2008 года.

## Описание и обоснование символики
Геральдическое описание (блазон) гласит:
В лазоревом поле золотой феникс, выходящий в оконечности из такого же пламени.
Герб городского поселения Воскресенск может воспроизводиться в двух равнодопустимых версиях:
- без вольной части
- с вольной частью — четырёхугольником, примыкающим к верхнему краю щита с воспроизведёнными в нём фигурами герба Московской области.

Герб городского поселения Воскресенск в соответствии с «Методическими рекомендациями по разработке и использованию официальных символов муниципальных образований», может воспроизводиться со статусной короной установленного образца.
История Воскресенской земли насчитывает не одно столетие. Кроме самого города, сюда входит целый ряд населенных пунктов. Своё название город получил от церкви Воскресения Христова и впервые под этим именем упоминается в Писцовых книгах в 1577 году. как село Воскресенское.
Символика птицы Феникс в гербе многозначна: 
- Феникс — один из древнейших символов человечества; возрождающийся из пепла, он становится краше и сильнее. В христианстве феникс стал символом Воскресения Христа[3][4] и, таким образом, аллегорически указывает на название городского поселения.
- Феникс также является символом очищающего и преобразующего огня (таким его описывали средневековые трактаты, посвященные алхимии) и в этом качестве он образно указывает на Воскресенский химический комбинат, ставший в своё время градообразующим предприятием.
- Феникс, взмывающий ввысь, символ начала и обновления всего сущего, движения вперед и преодоления преград.

Золото — символ богатства, стабильности, уважения и интеллекта.
Голубой цвет — символ чести, благородства, возвышенных устремлений, духовности.
Сочетание золота (жёлтого) и лазури (синего) также символически напоминает о спортивной гордости Воскресенска — хоккейной команде «Химик», клубными цветами которой исторически являются жёлтый и синий.

## История

### Герб 1781 года
Высочайше утверждён 20 декабря 1781 года: Гербовый щит разделён горизонтально пополам. В верхней части щита Московский герб. В нижней части, в голубом поле, золотое солнце, символизирующий принятый всеобщий знак. означающий имя города Воскресенск.

#### Герб 1883 года
Высочайше утверждён 3 марта 1883 года: В лазоревом щите золотое сияющее с человеческим ликом солнце. В вольной части герб московский. Щит увенчан червлёной башенной короной с тремя зубцами и окружён двумя золотыми колосьями, соединённые Александровской лентою.

##### Герб советского образца
Герб Воскресенска советского периода был утверждён исполнительным комитетом городского Совета народных депутатов 18 декабря 1987 года.Он представлял собой геральдический щит французской формы, красного цвета. На щите были изображены золотое солнце с лучами и колба, переходящая вверх мачта — символ химического комбината, ставшего градообразующим предприятием. В нижней части щита золотыми буквами была сделана надпись: "ВОСКРЕСЕНСК".
До 1987 года в сувенирной продукции встречались и другие эмблемы города..

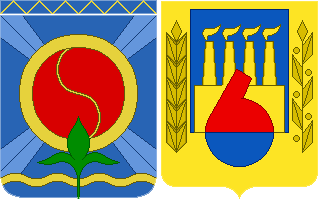
Эмблемы города и поселка до 1987 года

На рисунке слева изображение значка фабрики «Русский сувенир» 1987: 
в лазоревом щите с пониженным узким волнистым золотым поясом и лазоревой с золотой ломаной линией главой червленое окаймленное золотом солнце с четырьмя двойными голубыми лучами, соединенными с углами щита, рассеченное S-образно золотой линией и обремененное внизу зеленым трилистником.
Справа — изображение значка с гербом поселка, выпускаемого В. Березиным.
С 1987 до конца 2004 года у города был герб советского образца (Автор герба — В. Б. Шмитько).

До принятия современного герба символом города числился герб Воскресенского района.
Современный герб разработан Союзом геральдистов России.
Авторы герба:
- идея герба: Юрий Белимов (Воскресенск)
- геральдическая доработка: Константин Моченов (Химки)
- художник и компьютерный дизайн: Галина Русанова (Москва)
- обоснование символики: Юрий Белимов (Воскресенск), Кирилл Переходенко (Конаково).